# Aichmagoras
Aichmagoras (altgriechisch Αἰχμαγόρας Aichmagóras) ist eine Person der griechischen Mythologie.
Er ist der Sohn des Herakles und der Phialo, der Tochter des arkadischen Heros Alkimedon. Gleich nach seiner Geburt wird er von Alkimedon gemeinsam mit seiner Mutter im Gebirge ausgesetzt. Das Wehgeschrei des Kindes wird von einem Häher (κίσσα kíssa) nachgeahmt, das den zufällig vorbeikommenden Herakles aufmerksam macht. Dieser folgt dem Ruf des Vogels, in der Annahme ein Kind zu hören, findet daraufhin Aichmagoras und die Mutter und befreit sie von ihren Fesseln.
Der Mythos wurde nach Pausanias von den Bewohnern Phigalias erzählt. Die am Ort des Aussetzens entspringende Quelle soll seitdem nach dem Vogel Kissa genannt worden sein.